# Flick of the Switch
Flick of the Switch är ett musikalbum av den australiska rockgruppen AC/DC utgivet 15 augusti 1983. Albumet spelades in på Bahamas.
Trummisen Phil Rudd lämnade bandet under inspelningarna, hans delar var då dock redan färdiginspelade. Han ersattes så småningom av Simon Wright, men kom tillbaka till bandet 1994. 

## Låtlista
Samtliga låtar skrivna av Brian Johnson, Angus Young och Malcolm Young.
1. "Rising Power" - 3:43
2. "This House Is on Fire" - 3:23
3. "Flick of the Switch" - 3:13
4. "Nervous Shakedown" - 4:27
5. "Landslide" - 3:57
6. "Guns for Hire" - 3:24
7. "Deep in the Hole" - 3:19
8. "Bedlam in Belgium" - 3:52
9. "Badlands" - 3:38
10. "Brain Shake" - 4:09

## Medverkande[1]
- Brian Johnson - Sång
- Angus Young - Sologitarr
- Cliff Williams - Elbas, Bakgrundssång
- Phil Rudd - Trummor
- Malcom Young - Kompgitarr
- Simon Wright - Trummor på videor och turnén